# Pobe
Pobè is een van de 77 gemeenten (communes) in Benin. De gemeente ligt in het departement Plateau en is hiervan sinds eind 2016 de prefectuur. Pobè heeft een oppervlakte van 400 km² en telt 123.677 inwoners (2013). De gemeente is opgedeeld in vijf arrondissementen:
- Ahoyeye
- Iganna
- Issaba
- Pobè-Centre
- Towé

## Geografie
Pobè grenst in het oosten aan Nigeria. Pobè is grotendeels vlak. Door de gemeente lopen enkele kleinere rivieren zoals de Itchèko, de Itché, de Iwin, de Ebé, de Idi en de Ikpori. Het landschap bestaat uit bossavanne met enkele verspreide bossen in de lagere gebieden.
De autoweg RN03 loopt van zuid naar noord door de gemeente.

## Economie
In de gemeente zijn er kalksteengroeven en sinds de jaren 1970 een grote cementfabriek in het dorp Onigbolo (Issaba). De Société des Ciments du Bénin (SCB) was eigendom van de Groupe Lafarge en produceert tot 600.000 ton cement per jaar. In Pobè werd rond 2020 een elektriciteitscentrale geopend waar stroom wordt opgewekt met zonnepanelen. Deze installatie heeft een oppervlakte van 96 hectare. Belangrijkste landbouwproduct is palmolie. Er is een regionaal landbouwcentrum in de gemeente: het Agence territoriale pour le développement agricole (Atda).
Tijdens de eerste ambtstermijn van president Patrice Talon (2016-2021) werd de prefectuur van Plateau verhuisd van Sakété naar Pobè.

## Bevolking
In 2002 telde de gemeente 82.910 inwoners. In 2013 waren dit 123.677 inwoners.
De belangrijkste bevolkingsgroepen zijn de Nago, de Yoruba, de Holli, de Goun Fon, de Ibo en de Adja.
In 2002 was 23,4% van de bevolking katholiek, 9,8% protestants en 12,3% moslim. Ook zijn er nog veel aanhangers van de inheemse godsdiensten.
Opm: Bevolkingscijfers in duizendtallen
Bron: Pobè Commune in Benin; 1979-2013: volkstellingen
Bron: Institut National de la Statistique Benin; 2013: volkstelling

## Afbeeldingen

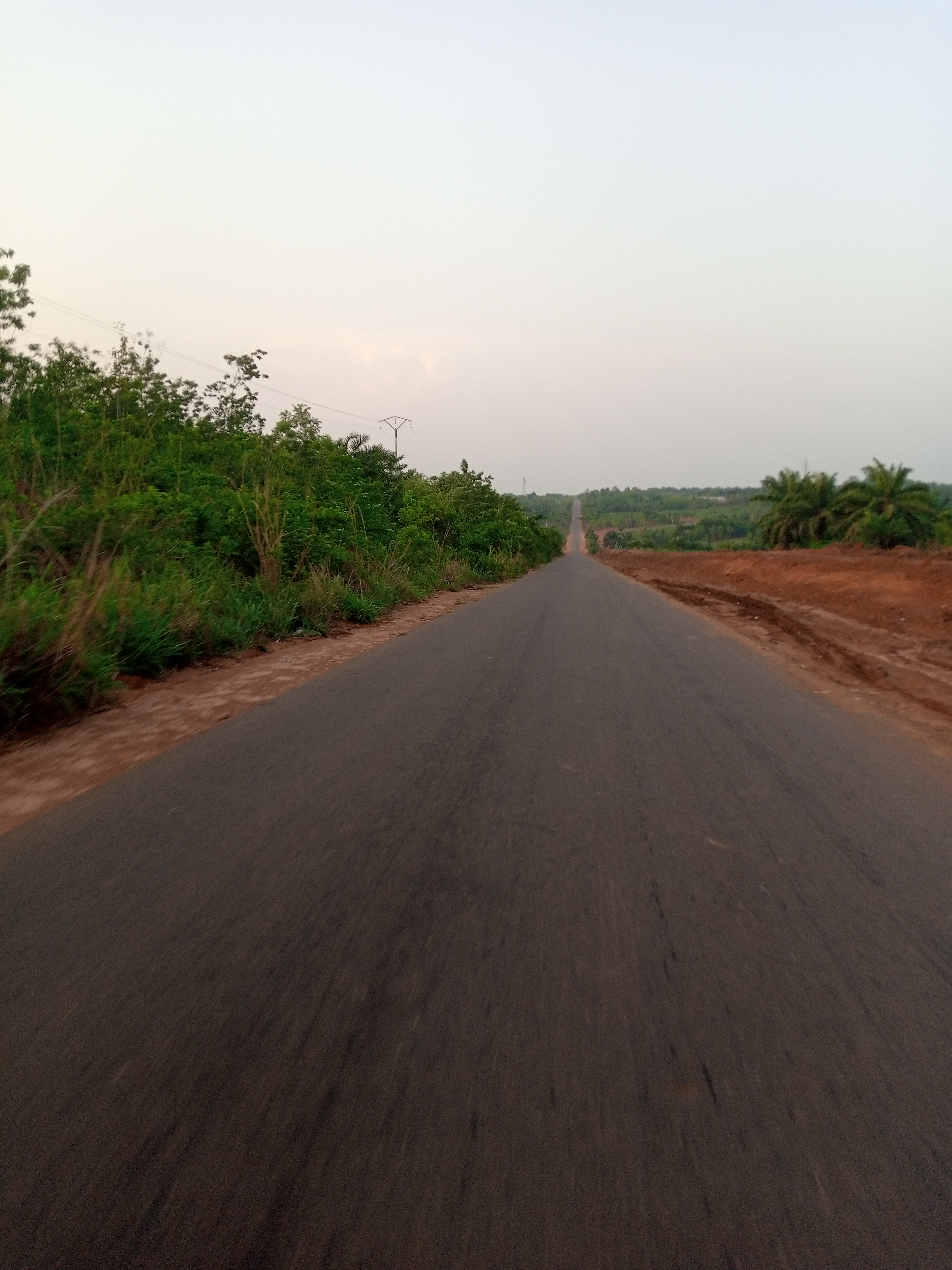
Asfaltweg tussen Pobè en Sakété
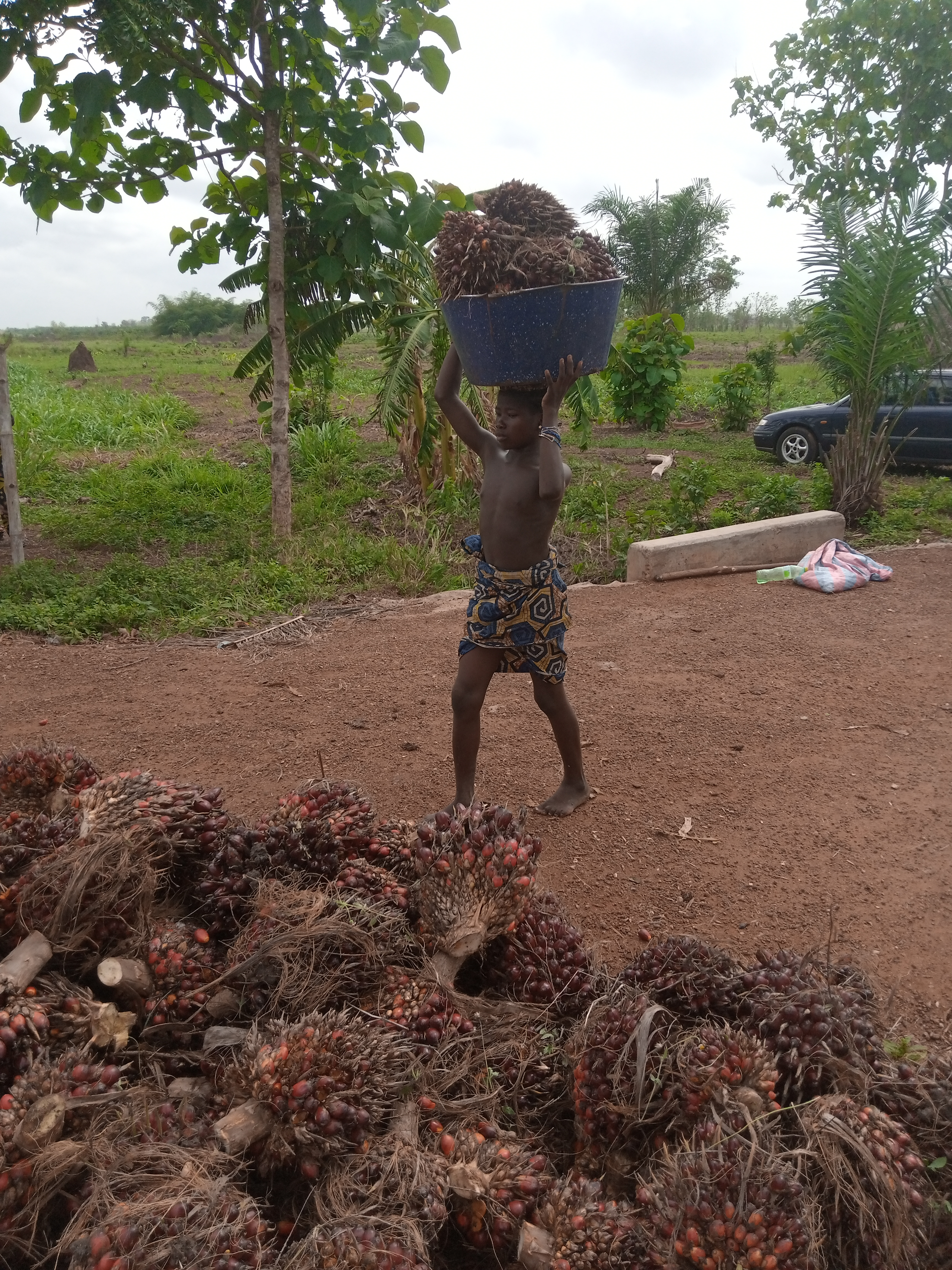
Oogst van palmnoten
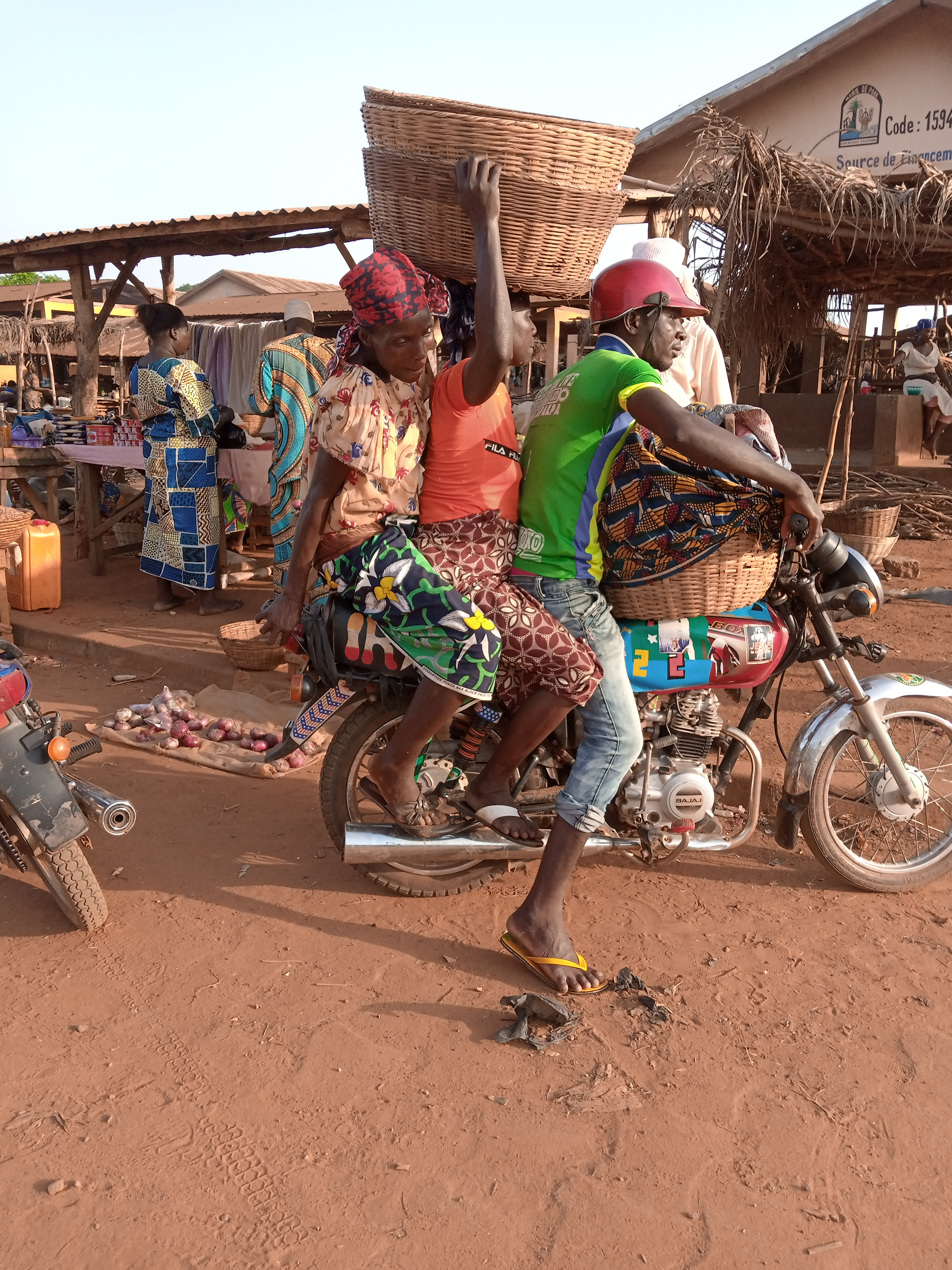
Taxi
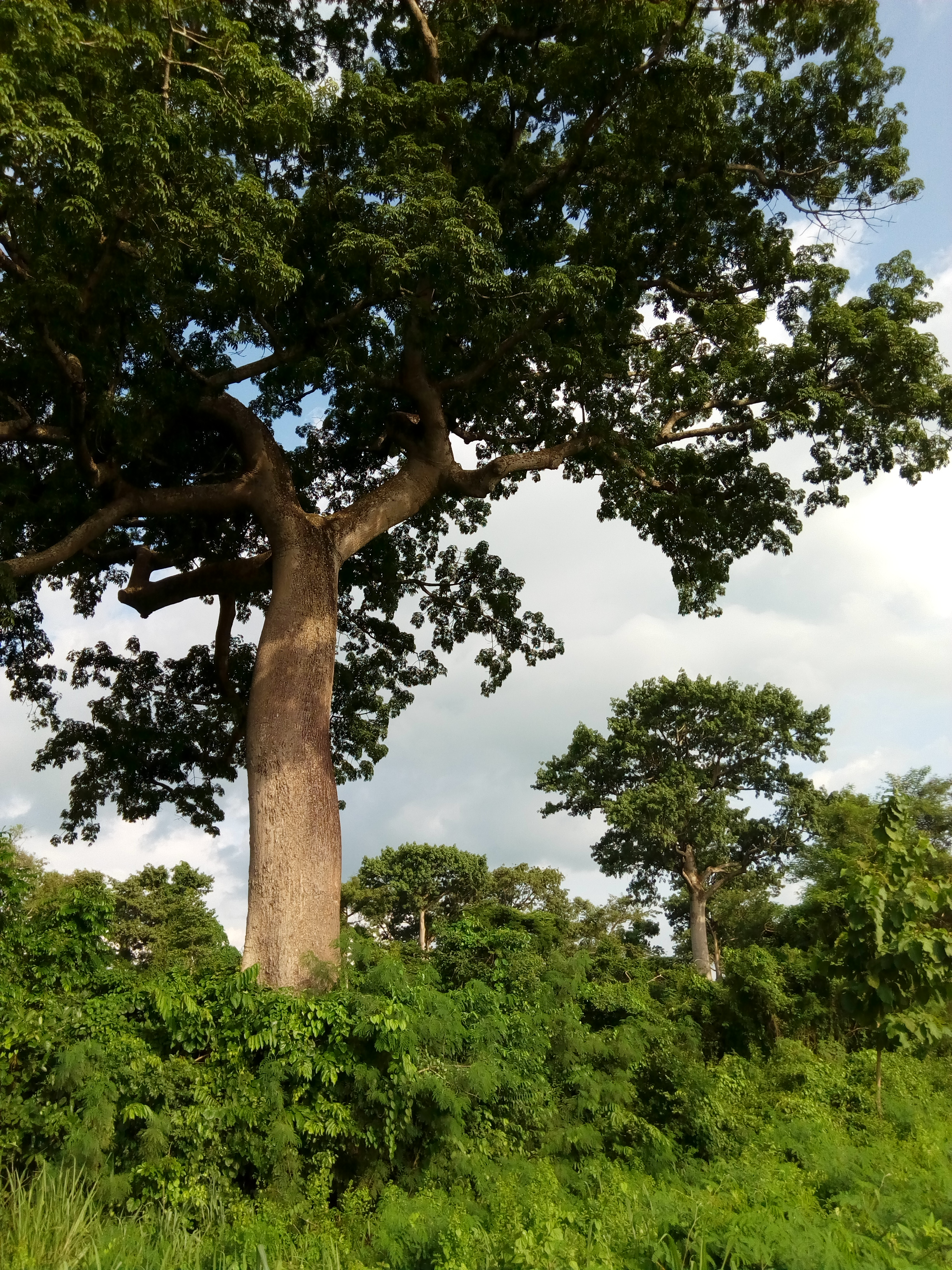
Heilig bos van de Ibo
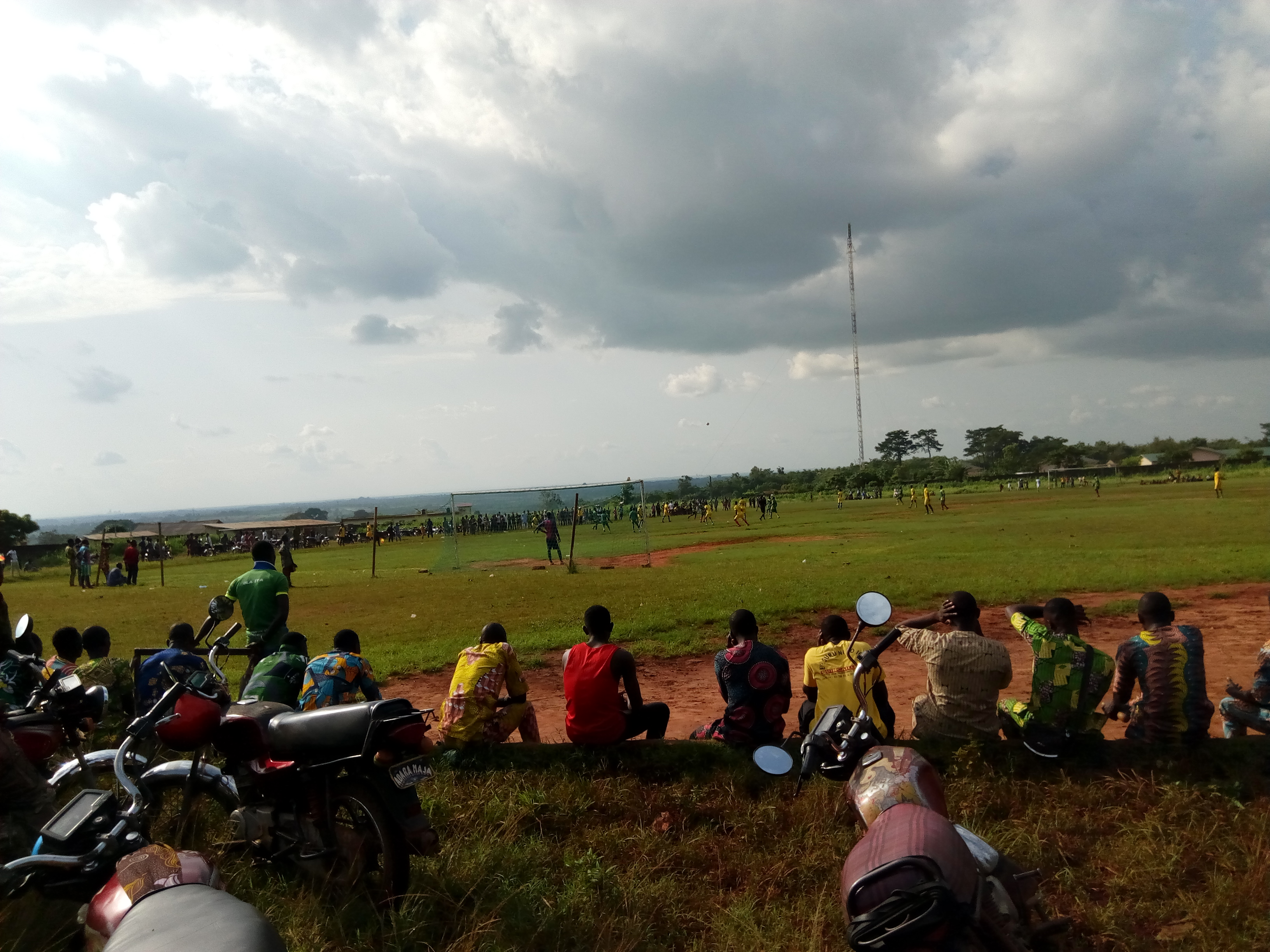
Stadion Jean-Pierre Gascon